# Baldenberg
Baldenberg ist einer von 22 Ortsteilen der Stadt Bergneustadt im Oberbergischen Kreis im Regierungsbezirk Köln in Nordrhein-Westfalen, Deutschland.

## Lage und Beschreibung
Der Ort liegt in Luftlinie rund 1,7 Kilometer südlich von Bergneustadt.

## Geschichte
Wahrscheinlich 1383 wurde der Ort das erste Mal urkundlich erwähnt. In einem Schuldbrief vor den Amtleuten Joh. Gebuye und Gerhard v. Bensberg wird ein „Heinrich Baldenberch“ als Gläubiger des Winand v. Glesch genannt (Lokalisierung unsicher).
Mit Heinrich Baldenberg ist wahrscheinlich Heinrich Wesseler von Baldenberg/Baldeborn gemeint. Die Wesseler von Baldenberg lassen sich seit 1114 (Urkunde zur Grundsteinlegung einer Kapelle auf dem Burgberg ins Arnsberg) nachweisen.
Ob sie tatsächlich vom Baldenberg (Dreifaltigkeitsberg) im Donautal stammten und von dort von den Staufern vertrieben wurden, ist sehr fragwürdig. Die Übereinstimmung des Sonnenzeichens im Wappen der Wesseler mit der Bedeutung des Spaichinger Berges hatte wohl nur in der Zeit des Dritten Reiches eine Bedeutung. Man kann diese Sonne auch als Windmühle im Sinne der Spitze einer Lanze interpretieren. Als die Grafen von Arnsberg 1368 ihre Grafschaft an die Kölner Erzbischöfe verkauften, zog Heinrich von Baldenberg nach Köln. Er nannte sich dann nicht mehr Wesseler von Baldenberg/Baldeborn, sondern Schenk von Baldenberg, trat 1369 der Gaffel Himmelreich bei und war Wechseler und Weinhändler. Einer seiner Söhne wurde Abt von Groß-Sankt-Martin in Köln.
Ein anderer Teil der Wesseler von Baldenberg/Baldeborn zog um 1463 nach Estland. Deren Hof Baldeborn bei Meschede übernahm Familie von Ostendorp. Die Wesseler siedelten in Estland zunächst auf dem Hof Baldenberg/Baldenburg, einer alten Höhenburg, die sich später Ripucka, Rippocka nannte. Später siedelten sie auf den Gütern Loper und vor der Vertreibung 1558 auf dem Wesslershof bei Dorpat.
Da die erste sichere Nennung des Dorfes Baldenberg bei Bergneustadt erst im Jahre 1494 erfolgte ist ein Zusammenhang zwischen der Familie Wesseler – Baldenberg und dem Ortsnamen nicht nachweisbar, man kann ihn aber auch nicht ausschließen. Gleiches gilt wohl auch für den Ort Baldenburg in Westpreußen.
Die Schreibweise der Erstnennung war Baldenberch.
Gesichert ist die Erstnennung aus dem Jahr 1494 als Baldenberge: „Verkauf eines Gutes auf dem Baldenberge an die Eckenhagener Kirche.“

## Wander- und Radwege
Folgende Wanderwege werden vom Wanderparkplatz Baldenberg vom Sauerländischen Gebirgsverein angeboten:
- A1 (5,1 km) – A2 (11,2 km) – A3 (4,9 km) – A4 (3,8 km)